# Dysmicoccus viticis
Dysmicoccus viticis är en insektsart som först beskrevs av Green 1929.  Dysmicoccus viticis ingår i släktet Dysmicoccus och familjen ullsköldlöss. Inga underarter finns listade i Catalogue of Life.